# 계림주도독부
계림주도독부(鷄林州都督府)는 당나라의 기미정책 일환으로서 신라에 설치한 통치기관이다.
663년 음력 4월 당나라와 신라가 연합한 군대가 백제를 멸망하게 하고서 당나라는 신라를 통치하는 기미정책 일환으로서 계림주도독부를 설치하고 신라 왕을 계림주대도독(鷄林州大都督)에 임명하였다. 그러나 신라는 고구려와 백제의 일부 유민과 합력해 당나라의 세력을 현재 대동강 유역까지 밀어낸 후 735년에 당나라 황제에게 한반도에서 대동강 이남의 영유권을 공인받았다. 

## 같이 보기
- 안동도호부
- 웅진도독부
- 홀한주도독부

## 참고 자료
- 이 문서에는 다음커뮤니케이션(현 카카오)에서 GFDL 또는 CC-SA 라이선스로 배포한 글로벌 세계대백과사전의 "〈신라의 삼국통일〉" 항목을 기초로 작성된 글이 포함되어 있습니다.